# Gerard Roes
Gerard Nicolaas Roes (Den Haag, 25 januari 1951) is een Nederlands jurist en voormalig ambtenaar. Hij is sinds 20 januari 2016 staatsraad in buitengewone dienst in de Afdeling advisering van de Raad van State. Daarvoor was hij directeur-generaal Rechtspleging en Rechtshandhaving en loco-secretaris-generaal bij het Ministerie van Veiligheid en Justitie en staatsraad in de Afdeling bestuursrechtspraak van de Raad van State.

## Biografie
Mr. G.N. Roes studeerde rechten in Leiden en maakte carrière als ambtenaar op het Ministerie van Binnenlandse Zaken waar hij Hoofd Stafafdeling Openbare orde en Veiligheid was en plaatsvervangend directeur-generaal Openbare Orde en Veiligheid van het Ministerie van Binnenlandse Zaken. Op 1 september 1996 stapte hij over naar het Ministerie van Justitie waar hij achtereenvolgens directeur Wetgeving en plaatsvervangend directeur-generaal Wetgeving, Internationale Aangelegenheden en Vreemdelingenzaken werd. Op 15 mei 2007 werd Roes benoemd tot staatsraad (toen nog 'staatsraad in buitengewone dienst') in de Afdeling bestuursrechtspraak van de Raad van State. Hij was voorgedragen door minister Johan Remkes van Binnenlandse Zaken en Koninkrijksrelaties. Op 1 september 2011 werd hij directeur-generaal Rechtspleging en Rechtshandhaving bij het Ministerie van Veiligheid en Justitie, en in 2016 werd hij benoemd tot staatsraad in buitengewone dienst, ditmaal in de Afdeling advisering van de Raad van State. Deze laatste benoeming was niet zonder controverse, gezien de rol die Roes als ambtenaar speelde bij de afwikkeling van de zogenaamde bonnetjesaffaire.

## Nevenfuncties
- Lid van de Curriculumcommissie Beleidsacademie van het Ministerie van Justitie
- Raadsheer-plaatsvervanger in het Gerechtshof Leeuwarden en in het Gerechtshof Den Haag
- Reservekolonel der Koninklijke Marechaussee
- Vicevoorzitter Stichting Marechaussee Contact
- Lid van het bestuur van de Vereniging Officieren der Koninklijke Marechaussee
- Voorzitter van de Stichting Onderhandelingen Leenrechtvergoedingen
- Voorzitter van de Curriculumcommissie van de Academie voor Wetgeving

## Bijzondere werkzaamheden

### Geheim onderzoek naar MIVD
Roes nam samen met Harry Borghouts, commissaris van de Koningin in Noord-Holland, in een geheim onderzoek de gespannen verhoudingen binnen de MIVD onder de loep en bracht een vertrouwelijk rapport uit op 18 juli 2008. Dit onderzoek was gestart na onregelmatigheden inzake twee werknemers van de MIVD. In tegenstelling tot het verwachte positieve resultaat voor de MIVD kwamen Borghouts en Roes met vernietigende kritiek. Ze signaleerden gespannen verhoudingen en gebrek aan onderling vertrouwen binnen de MIVD. De twee werknemers werden in het rapport grotendeels vrijgepleit.